# Hasely Crawford
Hasely Joachim Crawford (San Fernando, 16 augustus 1950) is een voormalig atleet uit Trinidad en Tobago. Hij nam viermaal deel aan de Olympische Spelen. In 1976 werd hij de eerste olympisch kampioen van zijn land.

## Biografie
Crawford begon op 17-jarige leeftijd met atletiek. Hij maakte zijn internationale debuut in 1970 op de Centraal-Amerikaanse en Caribische Spelen in Panama-Stad. Hij behaalde meteen de finale van de 100 m en werd vijfde. Op de Gemenebestspelen dat jaar won hij een bronzen medaille op de 100 m. Hij verbaasde de wereld door slechts twee jaar later de finale te behalen van de 100 m op de Olympische Spelen van 1972 in München. Door een hamstringblessure moest hij na 20 m opgeven en kon hij niet finishen.
In 1975 werd Crawford toegevoegd aan de ploeg van de Amerikaanse ploeg Bob Parks. Hij leverde Crawford uitstekend af bij de Olympische Spelen van 1976 in Montreal. Hij liep dat seizoen slechts een paar wedstrijden. Dit bleek een goede tactiek. Crawford won een gouden medaille in de finale van de 100 m. Met 10,06 seconden versloeg hij de Jamaicaan Don Quarrie (zilver) en Valeri Borzov (brons) uit de Sovjet-Unie. Hij kwalificeerde zich ook voor de 200 m-finale, maar kon hier niet starten wegens een blessure.

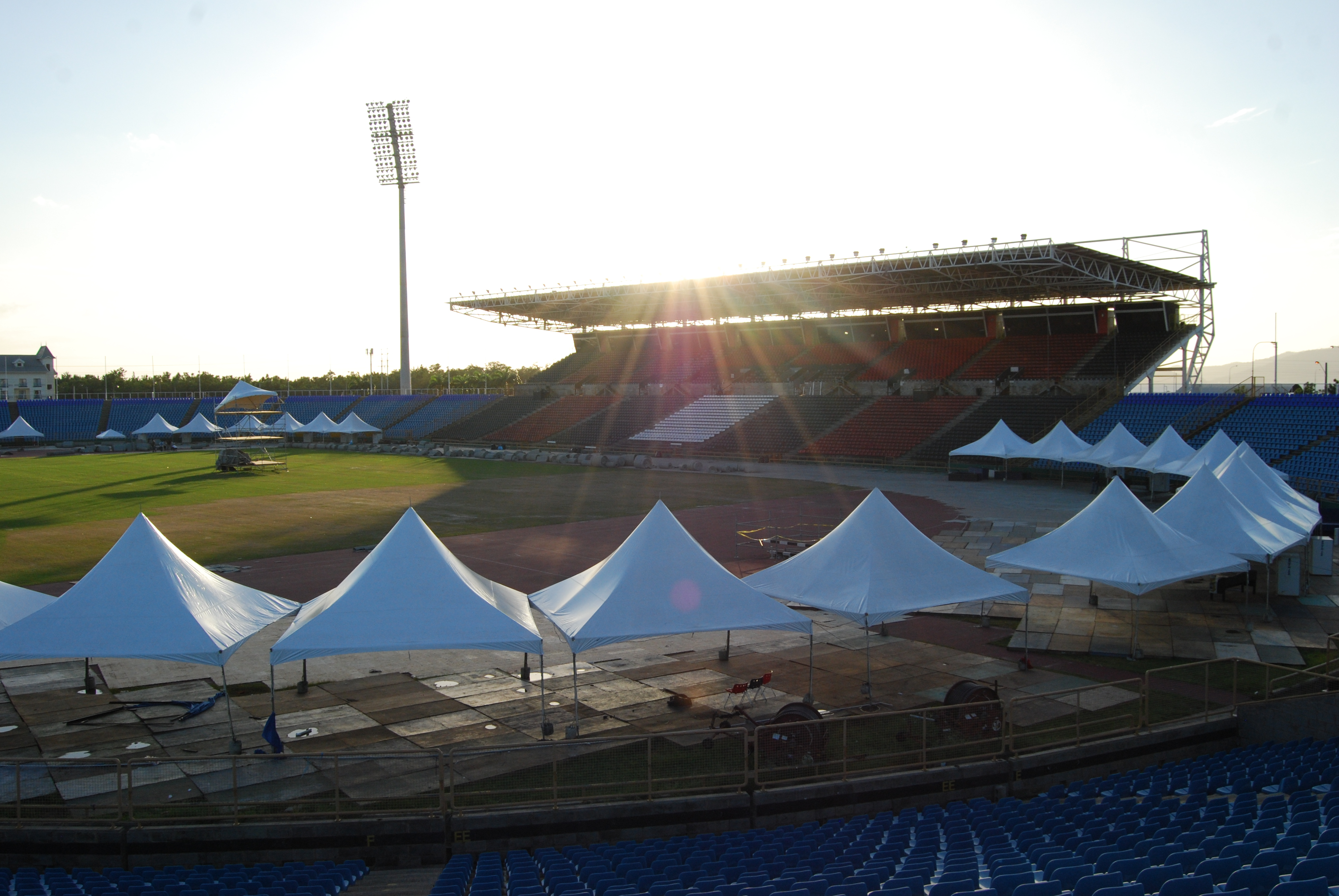
Hasely Crawfordstadion

Zijn laatste succes was het behalen van een bronzen medaille op de Gemenebestspelen in 1978 (100 m). Hij nam ook deel aan de Olympische Spelen in 1980 en 1984, maar sneuvelde nog voor de finales.
Hij is de nationale held van zijn land. Zijn afbeelding stond op een postzegel en een vliegtuig en het Hasely Crawfordstadion zijn naar hem vernoemd. In 1992 was hij teamcaptain van het olympisch team van Trinidad en Tobago. In het jaar 2000 werd hij bekroond tot de Trinidad & Tobago Athlete of the Millennium.

## Titels
- Olympisch kampioen 100 m - 1976
- Centraal-Amerikaans en Caribisch kampioen 100 m - 1977
- Trinidad en Tobegees kampioen 100 m - 1972, 1975, 1976, 1979, 1980
- Trinidad en Tobegees kampioen 200 m - 1976
- NCAA kampioen 100 m - 1982
- NCAA kampioen 60 m (indoor) - 1975
- Mid-American Conference Hall of Fame - 1991
- Trinidad & Tobago Athlete of the Millennium - 2000

## Palmares

### 100 m
- 1970:  Gemenebestspelen - 10,33 s
- 1975:  Pan-Amerikaanse Spelen - 10,21 s
- 1976:  OS - 10,06 s
- 1977:  Centraal-Amerikaans en Caribisch kampioenschappen - 10,38 s
- 1978:  Gemenebestspelen - 10,09 s